# Manouche (glasbena skupina)
Manouche je slovenska glasbena skupina, ki so jo leta 2011 ustanovili frontman Robi Pikl (kitara, glavni vokal), producenta Marco Grabber (elektronika) in Krešimir Tomec, ki je hkrati tudi basist, harmonikarka in pevka Petra Trobec ter trobentač in pevec Luka Ipavec. Skupina izvaja electro swing, mešanico elektronske plesne glasbe in t. i. gypsy swinga (francosko manouche), jazzovskega sloga iz dvajsetih in tridesetih let 20. stoletja.
Pred širšo javnostjo so prvič nastopili na podelitvi viktorjev marca 2012. Na račun uspešnih prvih avtorskih pesmi, kot sta »Kje si lubi?« in »Bi šla naprej?« so hitro postali prepoznavni na slovenski glasbeni sceni in že svoj drugi koncert so na povabilo organizatorja izvedli kot predskupina francoske šansonjerke Zaz v ljubljanskih Križankah. Skladba »Kje si lubi?« je kasneje postala naslovni singl prvenca, ki je izšel konec leta 2012. Oktobra 2014 so izvedli manjšo turnejo po Franciji, v sklopu katere so nastopili tudi na harmonikarskem festivalu Le Grand Soufflet v Rennesu.
Leta 2022 so se s skladbo »Si sama?« uvrstili v finale izbora za slovenskega predstavnika na Pesmi Evrovizije, a nato na glasovanju občinstva in žirije niso osvojili prvega mesta med nastopajočimi.

## Diskografija
- Kje si lubi? (2012)
- Stisn se k men (2014)
- Kavalir (2019)